# Roger Rémondon
Cet article possède un paronyme, voir René Rémond.
Roger Rémondon, né le 9 février 1923 à Saint-Étienne et mort le 10 octobre 1971 à Paris est un historien français, spécialiste de papyrologie grecque.

## Biographie
Lors de la Seconde Guerre mondiale, Rémondon rejoint les Chantiers de la jeunesse. Le 23 juin 1943, il est notamment versé avec cent-cinquante jeunes dans un groupement spécial à Bergerac où il travaille directement pour les Allemands sur un aérodrome situé à quelques kilomètres de la ville ; libéré de Bergerac le 26 juillet de la même année, il s'installe à Saint-Étienne — où vivent ses parents — et se met à l'étude de l'allemand. Requis par le STO en septembre 1943, l'administration de l'École normale supérieure lui propose de rejoindre la rue d'Ulm pour prendre un poste d'interprète dans les services du travail obligatoire à Paris.
Successivement élève de l'École normale supérieure, agrégé de grammaire (1949) et pensionnaire à l'Institut français d'archéologie orientale du Caire, Roger Rémondon fut notamment directeur d'études à l'École pratique des hautes études (chaire de papyrologie et histoire de l'Égypte gréco-romaine) et professeur d'histoire à la Faculté de lettres de Lille.
Rémondon est également l'auteur d'un ouvrage de synthèse sur le déclin de l'Empire romain d'Occident intitulé La Crise de l'Empire romain : de Marc Aurèle à Anastase, publié dans la collection « Nouvelle Clio » des Presses universitaires de France.
Le 10 octobre 1971, Roger Rémomdon meurt à l'âge de 48 ans d'une crise cardiaque dans son appartement parisien de la rue de Flandre.

## Publications sélectives
- L'Égypte et la suprême résistance au christianisme (Ve-VIIe siècles), Imprimerie de l'Institut français d'archéologie orientale, Le Caire, 1952.
- Papyrus grecs d'Appollônos Anô, Imprimerie de l'Institut français d'archéologie orientale, Société d'archéologie copte, 1953.
- Le Monastère de Phoebammon dans la Thébaïde, Société d'archéologie copte, Le Caire, 1961.
- La Crise de l'Empire romain : de Marc Aurèle à Anastase, Presses universitaires de France, Paris, 1964 (présentation).